# Toronto (Schiff, 1993)
Die HMCS Toronto (FFH 333) ist eine Fregatte der Halifax-Klasse der Royal Canadian Navy. Sie ist nach der kanadischen Stadt Toronto benannt und bereits das zweite Schiff, das diesen Namen trägt.
Sie wurde zwischen 1990 und 1992 von „Saint John Shipbuilding“ in Saint John, New Brunswick, gebaut, 1993 für einsatztauglich erklärt und in Dienst gestellt.

## Geschichte
Bereits zwei Jahre nach ihrer Indienststellung, 1995, nahm die Toronto an der „Operation Victory“ teil, den Feierlichkeiten zum 50. Jahrestag des Kriegsendes in Europa. 1998 folgte ein Einsatz im persischen Golf zur Überwachung des Embargos gegen den Irak im Rahmen der „Operation Determination“.
Von 2001 bis 2002 war die Toronto im Mittelmeer eingesetzt und unterstützte die United States Navy im Rahmen der „Operation Active Endeavour“. Zudem war sie 2005 Teil des kanadischen Kontingents zur Hilfe und Unterstützung der Opfer des Hurrikan Katrina im Süden der Vereinigten Staaten.
2014 nahm die Toronto an der Übung „Sea Breeze“ im Schwarzen Meer teil. Während der von den USA, der Ukraine und anderen Staaten trotz der Krise in der Ukraine durchgeführten Übung wurde die Toronto nach kanadischen Angaben von Kampfflugzeugen der russischen Streitkräfte mehrfach angeflogen. Russland bestritt dies.